# مروان كجك
```
مروان كجك
 أديب وشاعر من مدينة حمص في سورية، وله بصمة في تربية أجيال الشباب فيها وله أعمال في نشر الفكر والأدب في سوريا والوطن العربي.
```

## القصائد والكتب
وقد خلّف الشاعر والأديب مروان كجك العديد من القصائد والكتب.
من قصائده: بعنوان (يارب)
لَكَ العُتْبَى [1] لَقْد صِرْنَا... وإلى ضَعْفٍ وإعْياءِ
وأصْفادٍ تَدُورُ بنا... على أعتَابِ أعداءِ
نَرُومُ العِزّ عندَهُمُ... وهُمْ بَوّابةُ الداءِ
نَظُنّ النّصْرَ بالإغضا... ء عن كُفْرٍ وأخْطاءِ
وعُدْوانٍ يَلُفّ النا... سَ مِنْ دانٍ إلى نائي
ونَخْطُبُ [2] وُدّ من كانوا... بني حِقْدٍ وَبَغْضاءِ
فَتأخُذُنَا خَطَايَانَا... إلى ذُلّ ولأوَاءِ [3]
وننسَى أننا كُنّا... شِفَا مِنْ كُلّ بأساءِ
وأنّا أمْةٌ التّحْرِي... رِ من ألِفٍ إلى ياءِ
لكَ العُتبى، لَقَدْ حِرْنا... لِمَيْنٍ [4] رائحٍ جائي !
يُقامرُنا على الأحلا... مِ في خُبْثٍ وإلْهاءِ
يقولُ: غَداً، وأي غَدٍ... نقَدّمْهُ لأبناءِ ؟
وهذا الحاضِرُ المنكُو... د يَعْطِبُ كلّ أشيائي
يُبَعْثِرُها يُشَتّتُها... يُقَيّدْها لأعدائي
لكَ العُتْبَى سُنُونَ ال... قَحْطِ قَدْ عَاثَتْ بأرجائي
تَلُفّ الناسَ بالآثا... مِ مِنْ ذَلْقٍ [5] لِتأتاءِ
ولمْ تَبْخَلْ على أحَدٍ... بإعْنات وإزْراءِ [6]
فكُلّ القَوْمِ طُعْمَتُها... ولوْ جَنَحُوا لإغْماءِ
وتخشى صَحْوَهُم يَوْماً... على إيقاع حَدّاءِ [7]
يَسُوسُ الناسَ بالحُسْنى... ويأتيهمْ بأنباءِ
لكَ العُتْبَى ولوْ عَصَفَتْ... أعاصيرٌ ببَيْدائي
أو ازْدَحَمَتْ على بابي... جِنَاياتي وأرزائي
أو اقْتَحَمَتْ جُنُودُ البَغْ... يِ أوطاني وأحيائي
أو اختَبَأتْ لِيَ الأهْوا... لُ في نفسي وأهوائي
وأقْبَلَ كُلّ جبارٍ... بأوْشابٍ وغَوْغَاءِ [8]
وسارَ بهم إلى قتلي... وتمزيقي وإفنائي
ولو مَلَكُوا نواصِي الأرْ... ضِ أو صَعِدوا لجَوْزاءِ
فَلَنْ أرتَدّ عن ديني... ولا أهلي وأنحائي
ولن أرضَى سِوى الإسلا... مِ مِنْهاجاً لأبنائي
فَلَيلُ الظلمِ، مهما طا... لَ، لنْ يَرْقى لعْليائي
ولَنْ يَحْظى بما يَبْغِي... هِ من قَهْرِي وإحْنَائي
ومن الكتب:
- اعتنائه بفتاوى (ابن تيمية) من حيث التدقيق اللغوي وتخريج الآيات والأحاديث (وتعد طبعة فتاوى مروان كجك من أفضل الطبعات في الأسواق)
- تهذيب سيرة ابن كثير.
- انتفاع الموتى بأعمال الأحياء.
- رسالة مفتوحة إلى اليهود.
- أهوال القيامة.
- كيف تصبح شاعراً.
- الأسرة المسلمة أمام الفيديو والتلفزيون.
- حكمة الابتلاء.
- أحكام عصاة المؤمنين (جمع وتقديم).
- تحقيق جامع العلوم والحكم (تحت الطبع).

وله من الدواوين ديوانان اثنان. 
- بوارق الفجر (مطبوع).
- آخر تحت الطباعة.

وله مجموعة كبيرة من المقالات التي نشرت في عدة مجلات إسلامية وثقافية بالإضافة إلى عدد من المواقع الإلكترونية.
وقد بدأ في إعراب القرآن ولم يمهله القدر لإتمامه (). وله عدد كبير من التسجيلات لخطب الجمعة ودروس تهم المسلمين في بلده سوريا.
وقد كتب عنه الكاتب الدكتور محمد العبدة تحت عنوان (داعية فقدناه)
غادرنا هذه الأيام إلى رحمة الله ورضوانه الأخ الداعية الأديب الشاعر مروان كجك، والأخ مروان من الدعاة المعروفين في بلدة تلكلخ الواقعة غربي مدينة حمص في سورية، وله الأثر الواضح في تربية أجيال الشباب فيها وله جهود طيبة في نشر الدعوة في القرى المجاورة لتلكلخ.
أثناء أحداث سورية الدامية التي بدأت عام 1979 والتي راح ضحيتها آلاف الشباب المؤمن ظلما وعدوانا اعتقل الأخ مروان لفترة قصيرة وإن لم يكن من المؤيدين لما جرى لأسباب لا مجال لذكرها الآن، الأحداث جرفت الكل، وأصبح كل متدين متهم، وقد عذب من قبل الضابط غازي كنعان الذي قيل إنه انتحر في مقر عمله في دمشق، خرج الأخ مروان من سورية واستقر في مصر لفترة طويلة وعمل في مجال الطباعة والنشر، وفي هذه الفترة كتب عن مخاطر التلفزيون على الأطفال، وكان للكتاب أهميته في تلك الفترة، وكان يرسل القصائد التي تتحدث عن الواقع الأليم إلى مجلة البيان.
وبعد استقراره في الرياض، عمل في مجلة البيان، وكان مهتما بإصدار مجلة ثقافية. وبعد مضي الوقت تم العمل على المجلة  رغم الصعوبات التي واجهها من ناحية التمويل والتوزيع، وصدرت مجلة (آفاق ثقافية) ثم توقفت عند العدد الرابع عشر.
من مؤلفاته رواية «رائحة الخبز» التي طبعت بعد وفاته، وله ديوان شعر. 